# Publio Cluvio Rufo

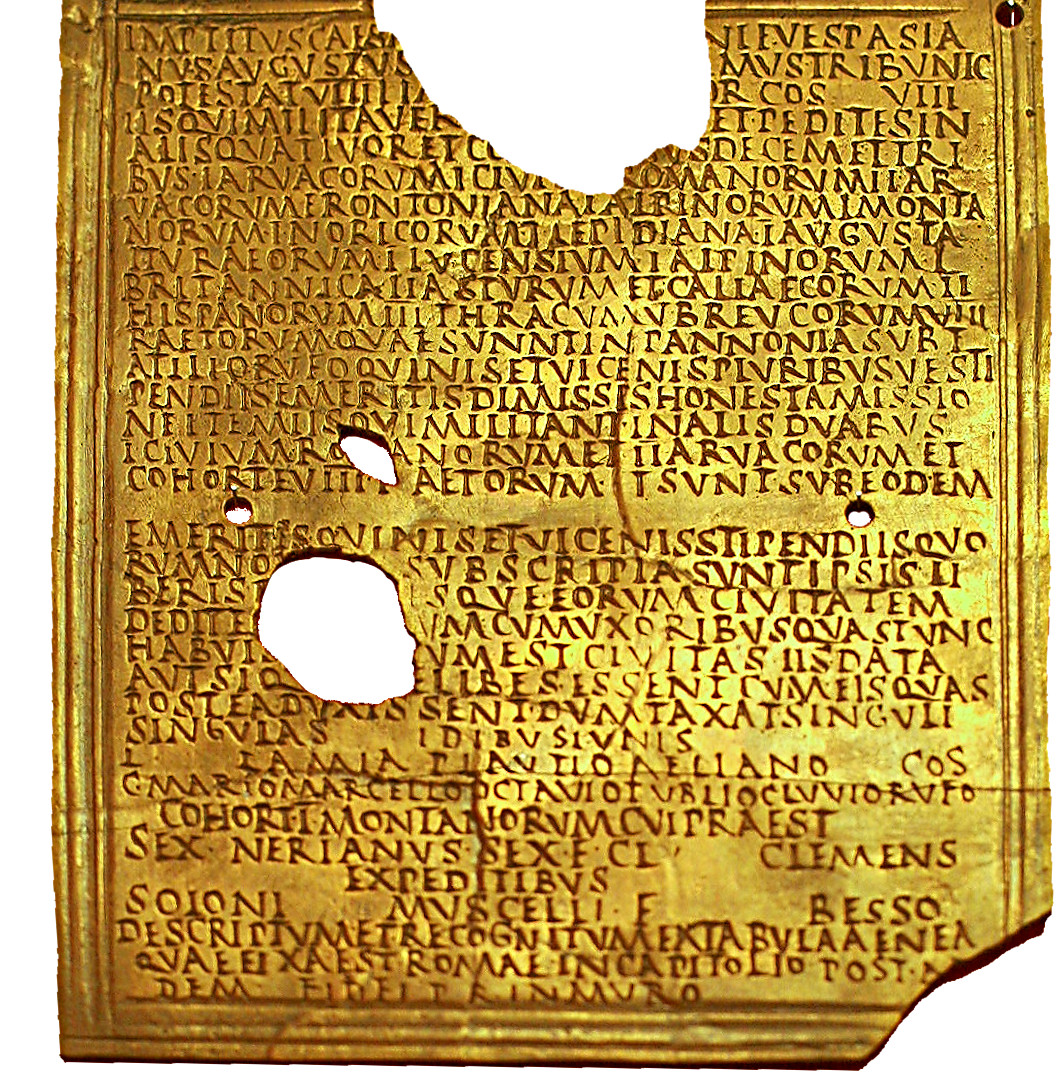
Diploma militar depositado en el Museo de Carnuntum (Austria) procedente del castellum Klosterneuburg, identificado con CIL XVI 26 = CIL III 854 de 13 de junio de 80.

Cayo o Gayo Mario Marcelo Octavio Publio Cluvio Rufo (en latín: Gaius Marius Marcellus Octavius Publius Cluvius Rufus) fue un senador romano que vivió a finales del siglo I y principios del siglo II, y desarrolló su cursus honorum bajo los reinados de Vespasiano, Tito, Domiciano, Nerva, y Trajano.

## Orígenes familiares
Su familia procedía de Italia, presumiblemente de Verona. Era nieto del historiador y cónsul sufecto en el año 49, Marco Cluvio Rufo.

## Vida y carrera
Su único cargo conocido hasta la fecha, es el de cónsul sufecto en el año 80 ejercido junto con Lucio Elio Lamia Plaucio Eliano.
Le iban dirigidas dos cartas de Plinio el Joven. En la primera, Rufo informa a los residentes de la Hispania Bética que no podrá defenderlos en una demanda contra el gobernador provincial por extorsión. En la segunda, el propio Plinio le reclama por no querer publicar sus obras.